# Třída Aylwin
Třída Aylwin byla třída torpédoborců námořnictva Spojených států amerických. Celkem byly postaveny čtyři jednotky této třídy. Torpédoborce byly nasazeny za první světové války a roku 1935 vyřazeny. Některými prameny jsou považovány za součást předcházející třídy Cassin.

## Stavba
Stavba této třídy byla hrazena ve finančním roce 1912. V letech 1912–1914 byly postaveny celkem čtyři torpédoborce této třídy. Všechny postavila loděnice Cramp ve Filadelfii.
Jednotky třídy Aylwin:
| Jméno              | Loděnice | Založení kýlu | Spuštěna           | Vstup do služby | Osud          |
| ------------------ | -------- | ------------- | ------------------ | --------------- | ------------- |
| USS Aylwin (DD-47) | Cramp    | březen 1912   | 23. listopadu 1912 | leden 1914      | Vyřazen 1935. |
| USS Parker (DD-48) | Cramp    | březen 1912   | 8. února 1913      | prosinec 1913   | Vyřazen 1935. |
| USS Benham (DD-49) | Cramp    | březen 1912   | 22. března 1913    | leden 1914      | Vyřazen 1935. |
| USS Balch (DD-50)  | Cramp    | březen 1912   | 21. prosince 1912  | březen 1914     | Vyřazen 1935. |

## Konstrukce

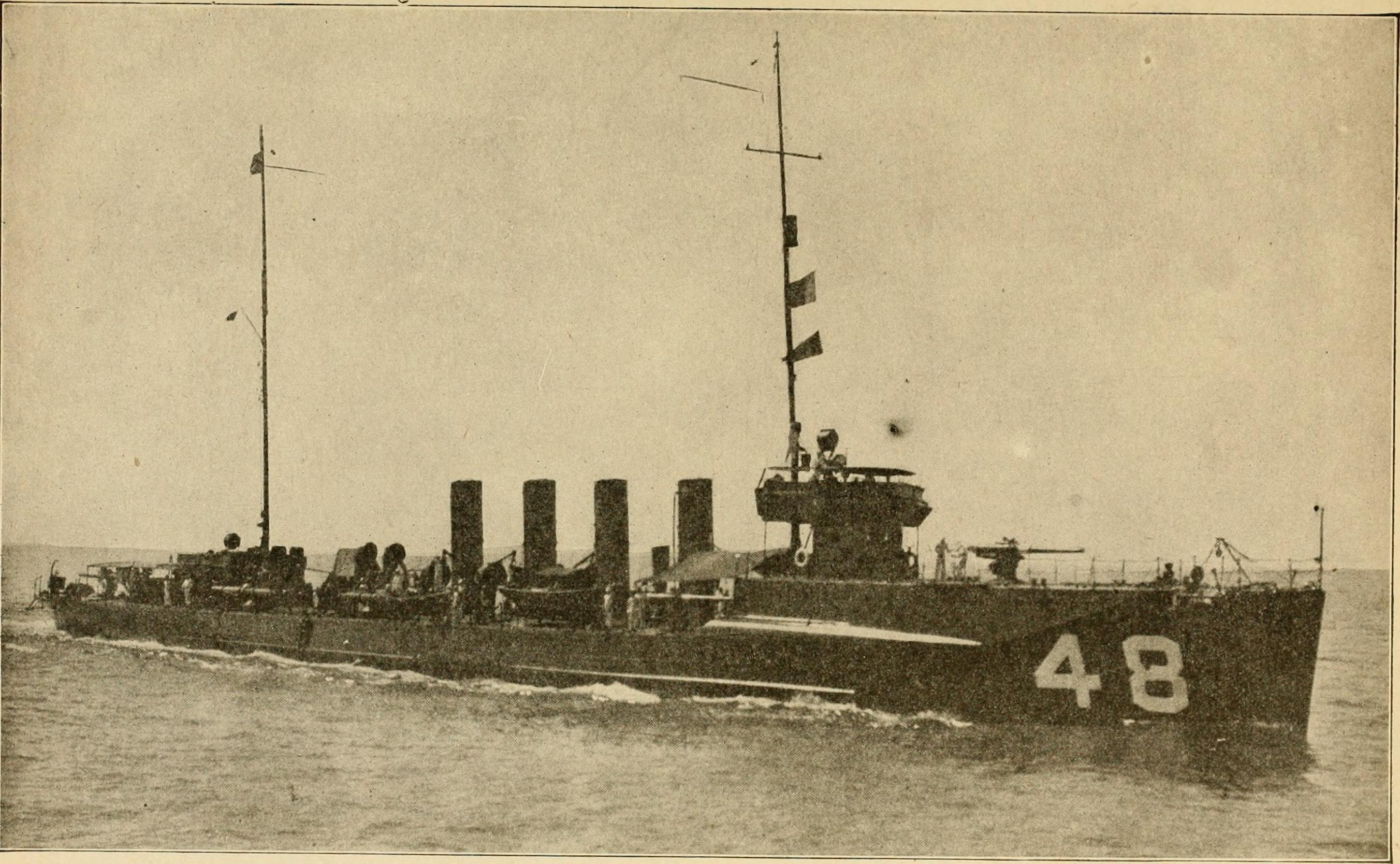
USS Parker (DD-48)

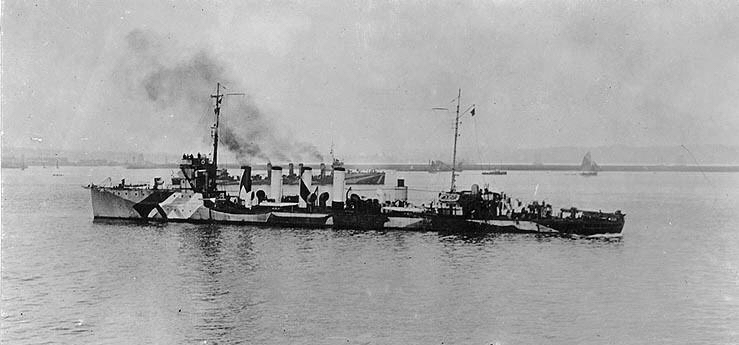
USS Benham (DD-49)

Základní výzbroj tvořily čtyři 102mm kanóny Mk.IX v jednohlavňových postaveních a čtyři dvojhlavňové 450mm torpédomety. Za války byly přidány dvě skluzavky hlubinných pum a jeden vrhač (Y-gun). Pohonný systém tvořily dvě parní turbíny Parsons, dva parní stroje (VTE) pro cestovní rychlost a čtyři kotle Normand. Lodní šrouby byly dva. Výkon pohonného systému byl 16 000 hp. Nejvyšší rychlost dosahovala 29 uzlů.

## Služba
Všech šest plavidel bylo ve službě za první světové války. Žádný nebyl ztracen. Vyřazeny byly roku 1935.